# Jesaja Minasian

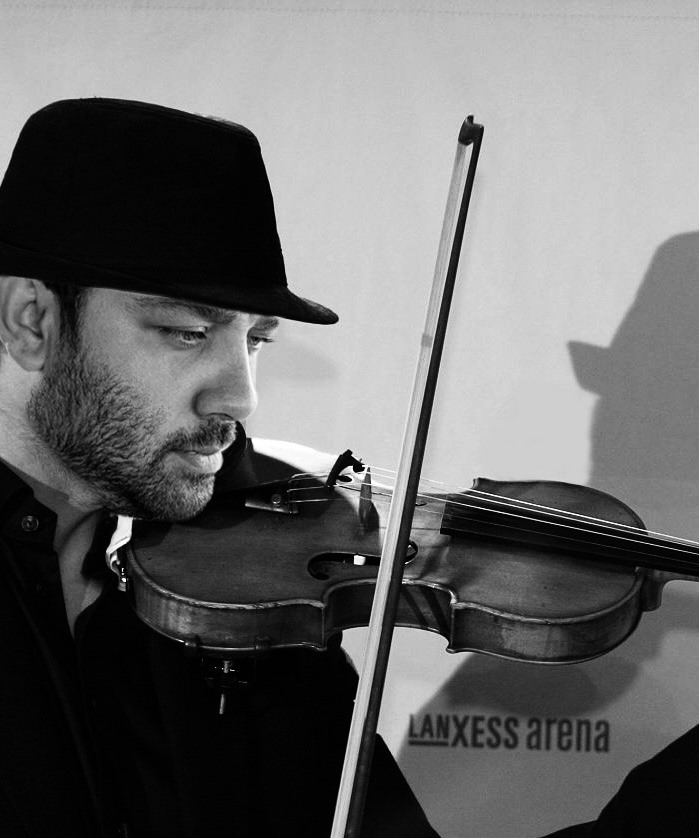
Minasian (2021), Lanxess Arena, Köln

Isaiah Aram Minasian (* 28. Februar 1986 in Brighton, East Sussex, England) ist ein britisch-armenischer Geiger und Cellist.

## Karriere
Minasian wurde in eine musikalische Familie hineingeboren. Minasian begann schon in sehr jungen Jahren Geige zu spielen. Er nahm an einigen klassischen Aufführungen mit dem Teheraner Symphonieorchester unter der Leitung von Shahrdad Rohani teil. Im Jahr 2010 zog er nach Paris und trat in das Conservatoire national supérieur de musique et de danse de Paris ein. Danach setzte er sein Musikstudium an der Sorbonne School of Music and Musicology fort.
Von 2011 bis 2014 spielte er beim Radio France Philharmonic Orchestra unter der Leitung von Myung-whun Chung.
Gelegentlich ist er Gastsolist beim Moskauer Philharmonischen Orchester, dem Philharmonischen Orchester Oslo, dem Orchestre philharmonique de Radio France und dem London National Orchestra.

## Auszeichnungen
- 2007, 2. Preis beim 9. Beijing Music Festival BMF in Peking, China.
- 2007, 1. Preisträger beim South Korea Symphony Orchestra Standard Life-OSM.
- 2008, 2. Preis der Internationalen Stiftung „Parnassus“ in Paris, Frankreich.
- 2011, 1. Preis Norwegische Solisten MMES Oslo, Norwegen.
- 2011, 3. Preis für Cellospiel bei der Lisker Music Foundation, London, UK.
- 2013 gewann er das Vollstipendium für Violinsolisten der Juilliard Music School.
- 2014, 3. Preis beim Internationalen Long-Thibaud-Crespin-Wettbewerb für Violinsolisten in Paris, Frankreich.
- 2014, Ehrenpreis für Cellospiel vom Conservatorium van Amsterdam, Niederlande.
- 2014, 1. Preis für Cello-Ensemble beim BBC Young Musician Contest (BBC Radio 3 und BBC Four), Edinburgh, UK.
- 2014, Preis der Top 20 Cellisten beim Internationalen Rostropovich Cello Competition (in Gedenken an Pablo Casals) Paris, Frankreich.
- 2014, Semifinalist der Violinisten beim Concours Jeunes-Artistes de Radio-France (France Musique) Paris, Frankreich.
- 2014, Preisträgerin des Internationalen Long-Thibaud-Crespin-Wettbewerbs für Violinsolisten in Paris, Frankreich.
- 2015, Ausgewählt als Preisträger der Classe d'Excellence de violoncelle Gautier Capuçon 2015–2016 von der Fondation Louis Vuitton, Paris, Frankreich.
- 2015, der 2015 Men’s Musical Club of Paris Career Development Awar, Frankreich.
- 2016, 1. „Offenbacher Musikpreis“ für Violine und Cello, Paris, Frankreich.
- 2016, Ehrenpreis des russischen Präsidenten Wladimir Putin.
- 2016, 1. Preis Jean-Sibelius-Violinwettbewerb, Helsinki. Finnland
- 2016, 1. Preis Concours d'excellence Confédération Musicale de France, Paris.
- 2017, Ehrenpreis „Ordre national de la Chevalier d'honneur“ des Ministers für Kultur und Kunst, Paris, Frankreich.
- 2017, Ehrenpreis von Harald V., dem König von Norwegen, für seine brillante Leistung. Opernhaus Oslo, Norwegen
- 2018, Ehrenpreis „Best Orchestration Russian Traditional Music“ vom russischen Minister für Kultur und Kunst, Moskau, Russland
- 2018, Preis der 50 besten britischen Musiker des BBC Music Magazine. London, Großbritannien
- 2019, Ehrenpreis „La 26e des Victoires de la Musique Classique“. Paris, Frankreich
- 2020, ABO Best Classical Music Orchestration Award of the year, London, Großbritannien
- 2021, Nominiert als Best Classical Artist of Global Awards, Globals Radiosender, Classic FM, LBC, Heart, Kusc. London, Vereinigtes Königreich